# Taniguchi Norio
Taniguchi Norio (japanisch 谷口 紀男; * 27. Mai 1912; † 15. November 1999) war ein japanischer Ingenieurwissenschaftler.

## Leben
Nach seinem Abschluss an der 8. Höheren Schule in Nagoya studierte er Waffentechnik an der ingenieurwissenschaftlichen Fakultät der Kaiserlichen Universität Tokio. Nachdem er 1936 graduierte, ging er zum Pharmazieunternehmen Wakamoto Seiyaku, wo er Anlagen für die Hefeproduktion entwarf. 1940 verließ er das Unternehmen und erhielt eine Dozentenstelle an der Höheren Technischen Schule Yamanashi (ab 1949 Universität Yamanashi), wo er eine Professorenstelle für Maschinenbau erhielt. Nach dem Krieg war er dort mitverantwortlich für die Einrichtung eines Fachbereichs für Feinmechanik. Von 1961 bis 1963 war er Dekan der Fakultät für Maschinenbau und verließ die Universität 1966. Ab 1963 war Taniguchi ein leitender Wissenschaftler am RIKEN. Von 1973 bis 1990 lehrte er Maschinenbau an der Naturwissenschaftlichen Universität Tokio (Tokyo University of Science).
Taniguchis Forschungsgebiet war die Präzisionsverarbeitung von spröden Werkstoffen mittels Elektronenstrahlen, Mikrowellen, Lasern und Ultraschall.
1974 prägte er den Begriff Nanotechnologie. Dieser Begriff wurde später unabhängig nochmals 1986 von Eric Drexler geprägt.
Er war Träger der Medaille am Violetten Band und des Ordens der Aufgehenden Sonne, 3. Klasse.